# Lysimachia qimenensis
Lysimachia qimenensis là một loài thực vật có hoa trong họ Anh thảo. Loài này được X.H. Guo, X.P. Zhang & J.W. Shao mô tả khoa học đầu tiên năm 2004.